# Southend United Football Club
El Southend United Football Club es un club de fútbol de Inglaterra, de la ciudad de Southend-on-Sea en Essex. Fue fundado en 1906 y juega en la National League desde la temporada 2021-22.

## Historia
Luego de ganar la Football League One ascendió a la Football League Championship en la temporada 2005-06, para descender nuevamente en la 2006-07. 
Luego de caer a la Football League Two durante cinco años en 2010, regresó a la tercera categoría en 2015.
En 2020 el club descendió a la Football League Two. En 2021 el club volvió a descender, esta vez a la National League, abandonando la Football League después de 101 años.

## Uniforme
- Uniforme titular: Camiseta, pantalón y medias azules.
- Uniforme alternativo: Camiseta blanca con mangas negras, pantalón y medias blancas.

## Rivalidades
Su máximo rival es el Colchester United. También tiene una rivalidad con el Gillingham FC.

## Entrenadores
| - 2020- : Sol Campbell - 2019- : Kevin Bond - 2018-2019: Chris Powell - 2013-2018: Phil Brown - 2010-2013: Paul Sturrock - 2003-2010: Steve Tilson - 2003-2003: David Webb - 2003-2003: Steve Wignall - 2003-2003: Stewart Robson - 2001-2003: Rob Newman - 2000-2001: David Webb | - 2000-2000: Mick Gooding - 1999-2000: Alan Little - 1999-1999: Mick Gooding - 1995-1997: Ronnie Whelan - 1995-1995: Steve Thompson - 1993-1995: Peter Taylor - 1993-1993: Barry Fry - 1992-1993: Colin Murphy - 1988-1992: David Webb - 1987-1988: Paul Clark - 1987-1987: Dick Bate - 1986-1987: David Webb - 1984-1986: Bobby Moore - 1983-1984: Peter Morris - 1976-1983: Dave Smith | - 1970-1976: Arthur Rowley - 1969-1970: Geoff Hudson - 1967-1969: Ernie Shepherd - 1965-1967: Alvan Williams - 1961-1965: Ted Fenton - 1960-1960: Frank Broome - 1956-1960: Eddie Perry - 1946-1956: Harry Warren - 1934-1940: David Jack - 1921-1934: Ted Birnie - 1920-1921: Tom Mather - 1919-1920: Ned Liddell - 1912-1919: Joe Bradshaw - 1910-1911: George Molyneux - 1906-1910: Bob Jack |

referencia.

## Palmarés

### Torneos nacionales
- Football League One (1): 2005-06
- Football League Two (1): 1980-81